# Evropa po drugi svetovni vojni
Preoblikovanje Evrope pa drugi svetovni vojni označuje obdobje po vojni, ko je Evropa začela dobivati novo obliko. Države, katere so bile uničene med vojno, so ponovno nastale. Prišlo je pa tudi do drugih sprememb.

## Madžarska
V nedeljo 19. marca leta 1944 so Nemci okupirali Madžarsko. Pred tem je bilo življenje v njej takšno, kot da nebi okoli nje divjala vojna. Imeli so dovolj hrane in še z javno razsvetljavo niso varčevali. Vlada je zavarovala begunce iz sosednjih držav (predvsem Poljake in Jude). Vse to pa je izginilo takrat, ko so prišli Nemci. Pred tem je bil na oblasti kraljevski regent Horthy, nemci pa so ga zamenjali z madžarskim veleposlanikom iz Berlina, Dömom Sztojayem. Zanj se je pozneje izvedelo, da je bil celo [Hitler]jev zaupnik. Takoj je začel delovati gestapo in začele so se aretacije. Odnašali so zaloge hrane in Madžari so začeli okušati vojno. A Horthy si je ves čas prizadeval pregnati Nemško nadoblast. Avgusta leta 1944 se je izkazalo, da to ni nemogoče. Romunija je začela kazati odpor do nemcev, čeprav so jim prej sami ponudili sodelovanje. Začelo se je tudi že očitno kazati, da Nemčija izgublja. Uspelo mu je na oblast spet postaviti svoje ljudi in dejavnosti gestapa so se omilile. Horty je bil izgnan in spet se je vrnil Sztójay, čeprav je bil že večji del Madžarske pod okriljem Rdeče armade. Kjer so bili Nemci premagani, se je oživilo politično življenje. Madžari niso hoteli imeti komunizma in na volitvah se je izkazalo, da se bo ohranil večstrankarski sistem. Prvo večje dejanje nove vlade je bil podpis prekinitve bojev z zavezniki 20. januarja 1945 v Moskvi.